# グリッグ・シェレルップ彗星
グリッグ・シェレルップ彗星(英語: 26P/Grigg-Skjellerup)は、太陽系の周期彗星である。
1902年7月23日にニュージーランドのJohn Grigg（英語版）が発見し、次の接近時の1922年5月17日に南アフリカで働くオーストラリア人のフランク・シェレルップが再発見した。1972年にはこの彗星が4月23日頃に南半球で見えるとも座π流星群の原因となっていることが発見された。1982年にはアレシボ天文台によりレーダーで観測が行われた。1987年にはスロバキアの天文学者、Ľubor Kresák（英語版）によって、1808年にジャン＝ルイ・ポンによっても観測されていたことが明らかとなった。
木星に何度も接近し、その重力の影響で大きく軌道が変わった。例えば、近日点距離は1725年に0.77 au、1922年に0.89 au、1977年に0.99 auと変化し、現在は1.12 auになっている。
1992年には探査機ジオットがグリッグ・シェレルップ彗星を探査した。グリッグ・シェレルップ彗星には200kmの距離にまで接近してデータを採取したが、1986年にハレー彗星を探査した際にカメラが故障していたため、画像の撮影はできなかった。
彗星核の直径は2.6kmと推定されている。
2008年、NASAの中村圭子らの研究によりグリッグ・シェレルップ彗星にはマンガンのケイ酸塩が存在することが報告された。この物質についてはワシントン大学の天文学の教授Donald E. Brownlee（英語版）にちなんでBrownleeiteと命名された。

## 近日点通過
グリッグ・シェレルップ彗星は2018年10月1日に近日点を通過した。次回は2023年12月25日に近日点を通過すると予測されている。前回以前及び今後の近日点通過は以下の通りである。
発見前
- 1808年3月17日(16日)
- 1813年3月11日 (観測されず)
- 1818年3月15日 (観測されず)
- 1823年3月13日 (観測されず)
- 1828年2月29日 (観測されず)
- 1833年2月16日 (観測されず)
- 1838年2月7日 (観測されず)
- 1843年2月2日 (観測されず)
- 1848年1月7日 (観測されず)
- 1853年1月16日 (観測されず)
- 1858年1月23日 (観測されず)
- 1863年1月28日 (観測されず)
- 1868年2月3日 (観測されず)
- 1873年2月16日 (観測されず)
- 1878年3月9日 (観測されず)
- 1883年3月18日 (観測されず)
- 1888年1月13日 (観測されず)
- 1892年11月7日 (観測されず)
- 1897年9月2日 (観測されず)

発見から前回まで
- 1902年7月3日
- 1907年6月1日 (観測されず)
- 1912年5月29日 (観測されず)
- 1917年5月22日(23日) (観測されず)
- 1922年5月15日
- 1927年5月10日
- 1932年5月12日
- 1937年5月23日
- 1942年5月23日
- 1947年4月18日
- 1952年3月11日
- 1957年2月2日
- 1961年12月31日
- 1967年1月16日
- 1972年3月2日
- 1977年4月11日
- 1982年5月14日
- 1987年6月18日
- 1992年7月22日
- 1997年8月30日
- 2002年11月29日 (観測されず)
- 2008年3月23日
- 2013年7月6日
- 2018年10月1日

今後
- 2023年12月25日
- 2029年3月18日
- 2034年6月12日
- 2039年9月9日
- 2044年12月11日
- 2050年6月13日
- 2056年2月1日
- 2061年8月23日
- 2067年1月29日
- 2072年6月28日
- 2077年11月21日
- 2083年4月13日
- 2088年9月3日
- 2094年1月25日
- 2099年6月20日
- 2104年11月18日